# Tanja Schumann

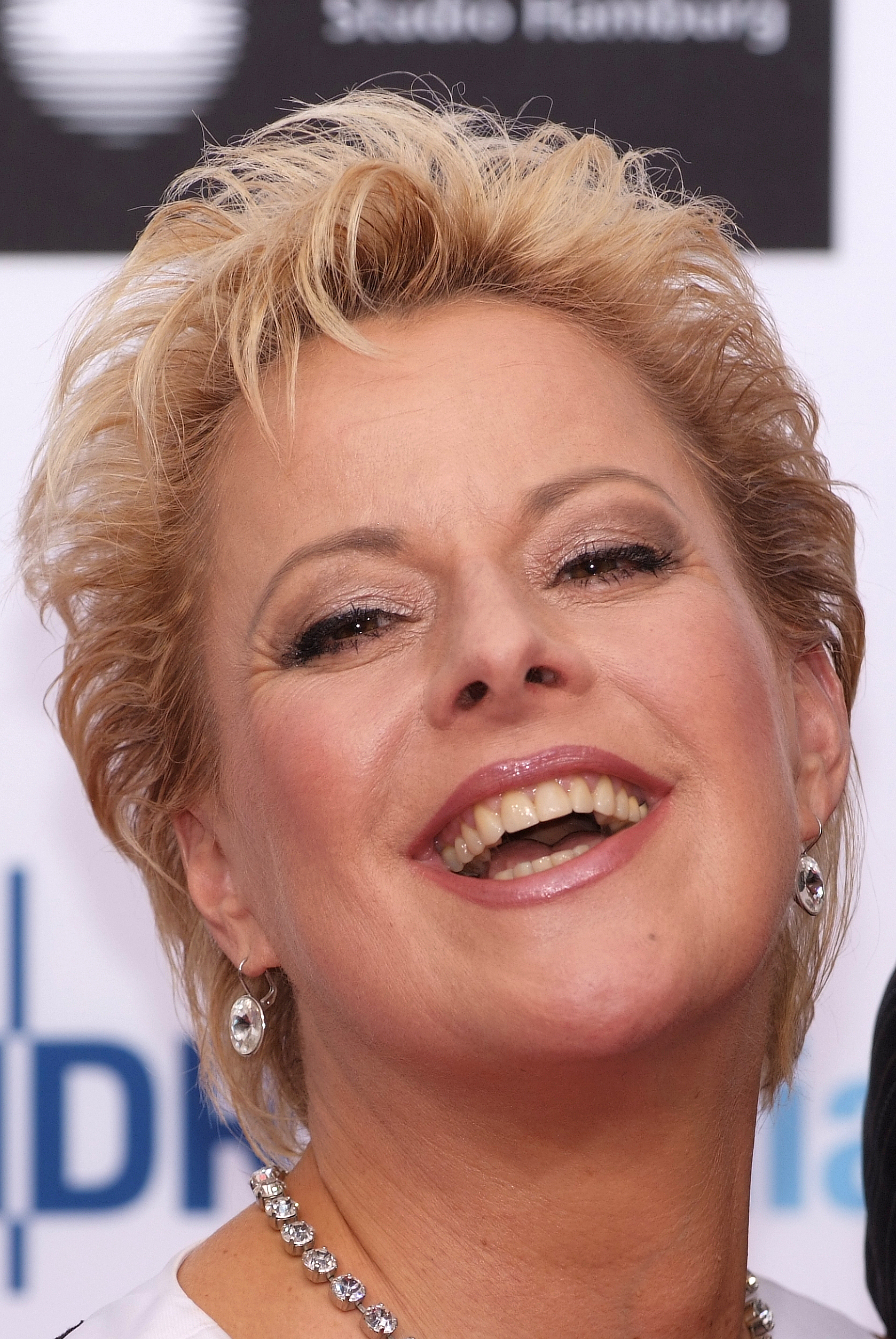
Tanja Schumann auf dem roten Teppich zum Studio Hamburg Nachwuchspreis 2012

Tanja Schumann (* 3. Juli 1962 in Lüneburg) ist eine deutsche Synchronsprecherin und Schauspielerin.

## Werdegang
Tanja Schumann begann im Alter von sieben Jahren eine Tanzausbildung an der Staatsopernschule Hamburg. Nach dem Schulabschluss nahm sie Schauspielunterricht an der Stage School Hamburg sowie Gesangsunterricht bei Lilian Aabey in Hamburg. Als Darstellerin und Sängerin spielte sie an verschiedenen Bühnen in Hamburg (Operettenhaus, Altonaer Theater, Neues Theater, St. Pauli-Theater, Theater für Kinder) sowie in Bad Segeberg. Von 2008 bis 2009 wirkte sie in der Komödie Düsseldorf.
Im Fernsehen wirkte Schumann erstmals 1985 als Tänzerin in der NDR Talk Show mit. 1993 gehörte sie zur Anfangsbesetzung der Fernseh-Comedy RTL Samstag Nacht. Fünf Jahre lang verkörperte sie für dieses Format verschiedenste Charaktere, wobei besonders ihre Parodie auf Margarethe Schreinemakers für größeres Medienecho sorgte.
Daneben übernahm sie Gastrollen in Fernsehproduktionen wie Zwischen Tag und Nacht, Adelheid und ihre Mörder, Balko, Heimatgeschichten und Der Kinderhasser. Außerdem wirkte sie wiederholt in der RTL-Verbrauchersendung Wie bitte?! mit und gehörte ab 2000 zum Rateteam der Neuauflage von Was bin ich? (kabel eins). 2005 nahm sie zudem als Kandidatin an der ProSieben-Reality Show Die Burg teil.
Im Jahr 2006 musste Schumann Privatinsolvenz anmelden, weil sie sich mit ostdeutschen Immobilien verspekuliert hatte. Am 7. Juli 2007 heiratete sie Stefan Burmeister auf dem Schlagermove. Seit 2011 veranstaltet Tanja Schumann mit Olivia Jones Comedy-Führungen durch St. Pauli und ist seit Anfang 2013 wieder schuldenfrei.
Tanja Schumann arbeitet auch als Synchronsprecherin und leiht ihre Stimme dem Schaf Chili in zahlreichen Sendungen des KI.KA um das Schaf und Bernd das Brot (Tolle Sachen, Chili-TV, Berndivent). 2007 war sie in der VOX-Sendung Das perfekte Promi-Dinner dabei. Auch war sie als Moderatorin für Infomercials auf kabel eins und Sport1 tätig.
2014 erreichte sie als Kandidatin in der achten Staffel von Ich bin ein Star – Holt mich hier raus! den vierten Platz.
Schumann ist regelmäßig als Theaterschauspielerin tätig. Anfang 2011 tourte sie mit dem Ensemble der Komödie Düsseldorf durch Deutschland, Österreich und die Schweiz. Bei den Schlossfestspielen Neersen von Juni bis August 2018 spielte Schumann die Rolle der Wirtin in dem Stück Im weißen Rößl von Ralph Benatzky.

## Filmografie (Auswahl)
- 1994–1998: RTL Samstag Nacht (Fernsehshow, 135 Folgen)
- 1995: Zwischen Tag und Nacht
- 1998: Der Kinderhasser
- 1998: Die Rettungsflieger
- 1998: Adelheid und ihre Mörder – Mango Mortale
- 2000: Was bin ich? (Fernsehshow)
- 2001: Tatort – Bienzle und der heimliche Zeuge
- 2001: Pinky und der Millionenmops
- 2002: Suche Mann für meine Frau
- 2002: Hilfe, ich bin ein Junge!
- 2008: 112 – Sie retten dein Leben
- 2009: In aller Freundschaft – Folge 439: Liebe ist (k)ein Zufall
- 2012: Notruf Hafenkante – Schwarzer Tod
- 2014: Ich bin ein Star – Holt mich hier raus! (Fernsehshow)
- 2016: Dora Heldt: Wind aus West mit starken Böen
- 2024: Kroymann (Satiresendung, Ist die noch gut?)

## Synchronarbeiten (Auswahl)
- 1997: Weihnachtsmann & Co. KG (4 Folgen, Synchronstimme als Nebenrolle)
- 2000: Chibi Maruko Chan (Synchronstimme von Momoko „Maruko“ Sakura)
- 2001: Wedding Peach (Synchronstimme von Momoko Hanasaki)
- 2002: Shin-Chan (Synchronstimme von Mitsy Nohara)
- 2011: Sherlock Yack (Stimme von Hermione)